# Rhodochlanis halimocnemis
Rhodochlanis halimocnemis är en insektsart som först beskrevs av Becker 1864.  Rhodochlanis halimocnemis ingår i släktet Rhodochlanis och familjen rundbladloppor. Inga underarter finns listade i Catalogue of Life.